# Лейно, Эйно (борец)
Э́йно Аукусти Ле́йно (фин. Eino Aukusti Leino; 7 апреля 1891 — 30 ноября 1986) — финский борец вольного стиля, олимпийский чемпион.
Эйно Лейно родился в 1891 году в Куопио. В начале Первой мировой войны эмигрировал в США, и в 1920 году стал чемпионом США. Тем не менее на Олимпийских играх в Антверпене выступил в качестве представителя Финляндии и завоевал золотую олимпийскую медаль. В 1923 году он вновь стал чемпионом США, а в 1924 году на Олимпийских играх в Париже опять выступил за Финляндию, завоевав серебряную медаль. В 1928 году на Олимпийских играх в Амстердаме и в 1932 году на Олимпийских играх в Лос-Анджелесе Эйно Лейно заработал для своей исторической родины по бронзовой медали.
В 1936 году Эйно Лейно вернулся в Финляндию, и впервые в жизни принял участие в чемпионате Финляндии, завоевав серебряную медаль.